# Новая патриотическая партия
Новая патриотическая партия (англ. New Patriotic Party, NPP) — либерально-консервативная политическая партия в Гане, одна из двух основных партий страны. Является правоцентристской партией, входит в Международный демократический союз. Джон Куфуор был президентом Ганы от Новой патриотической партии с 2001 по 2009 год. 
Лидер партии Нана Акуфо-Аддо участвовал в президентских выборах 2008 и 2012 годах. В 2008 году он набрал 49,77% голосов, уступив Джону Миллсу, а в 2012 году вновь уступил ему же, набрав 47,74% голосов. На президентских выборах 2016 года Нана Акуфо-Аддо получил абсолютное большинство голосов (53,85%) в 1-м туре, став президентом Ганы.

## История
Партия была основана в 1992 году с образованием в Гане Четвёртой республики. Считается последовательницей исторического Объединённого конвента Золотого Берега, трансформировавшегося в конце 1940-х годов в Партию северного народа, а также Объединённой партии начала 1950-х, Прогрессивной партии конца 1960-х, Партии народного фронта 1970-х и Всенародного фронта 1980-х годов.
Участвовала во всех выборах с момента основания за исключением парламентских выборов 1992 года, которые НПП бойкотировала вместе с другими оппозиционными партиями в знак протеста против фальсификаций во время прошедших чуть ранее президентских выборов.